# Элле-Вонтъёган
Элле-Вонтъёган (устар. Элле-Вон-Еган) — река в России, протекает по Ханты-Мансийскому АО. Впадает в озеро Менсавэмтор. Длина реки составляет 47 км. 
Берёт начало в безымянном озере на высоте 88 м нум.

## Данные водного реестра
По данным государственного водного реестра России относится к Верхнеобскому бассейновому округу, водохозяйственный участок реки — Обь от впадения реки Вах до города Нефтеюганск, речной подбассейн реки — Обь ниже Ваха до впадения Иртыша. Речной бассейн реки — (Верхняя) Обь до впадения Иртыша.
Код объекта в государственном водном реестре — 13011100112115200043386.